# 肌肉碘泡虫
肌肉碘泡虫（学名：Myxobolus musculi）为碘泡科碘泡虫属的动物。分布于德国、俄罗斯以及四川等，营寄生生活，寄生在齐口裂腹鱼、短须裂腹鱼的肾。